# Ибрагим, Давуд
Давуд Ибрагим (англ. Dawood Ibrahim; род. 26 декабря 1955, Кхед, Бомбей) — криминальный авторитет и наркоторговец из Мумбаи. В настоящее время проживает в Дубае и возглавляет организованную преступную группу (ОПГ) D-Company, основанную в Мумбаи в 1970-х годах.
Давуд Ибрагим разыскивается по обвинениям в убийствах, вымогательствах, целевых убийствах, незаконном обороте наркотиков, терроризме и других правонарушениях. В 2003 году правительства Индии и Соединённых Штатов Америки назвали Давуда Ибрагима международным террористом за его предполагаемую роль во взрывах в Бомбее в 1993 году и объявили вознаграждение в сумме 25 миллионов долларов США за его поимку.
В 2011 году Федеральное бюро расследований и журнал Forbes поставили Давуда третьим номером в списке 10 самых разыскиваемых преступников мира.

## Ранний период жизни
Родился 26 декабря 1955 года в мусульманской семье конкани в округе Ратнагири (современный штат Махараштра). Его отец Ибрагим Каскар служил начальником полиции Мумбаи, а мать Амина была домохозяйкой. Давуд Ибрагим жил в районе Темкар-Мохалла в Донгри, посещал среднюю школу Ахмеда Сейлора, которую затем бросил. В Донгри он впервые пересёкся с ОПГ Хаджи Мастана, после того, как тот осуществил нападение на двух людей Ибрагима. В 1970-х годах Ибрагим вместе со своим братом Шабиром Ибрагимом создал организованную преступную группу D-Company.

## Биография
Считается, что Давуд Ибрагим контролирует большую часть хавалы, неформальной финансово-расчётной системы на основе взаимозачёта требований и обязательств между брокерами, используемой преимущественно на Среднем Востоке, в Африке и Азии. Многие операции хавалы осуществляются в Индии.
Министерство финансов США объявило Давуда Ибрагима террористом и наложило на него международные санкции силами Управления по контролю за иностранными активами, фактически запретив финансовым организациям США работать с ним и конфисковав активы, которые, как считается, находились под его контролем. Министерство финансов США отслеживает деятельность Давуда Ибрагима, а также публикует информацию о том, что его ОПГ имеет маршруты для доставки контрабанды из Южной Азии, Ближнего Востока и Африки, которыми в том числе пользуется террористическая организация Аль-Каида. В сообщениях Министерства финансов США также говорится, что ОПГ Давуда Ибрагима участвует в крупномасштабных поставках наркотических средств в Великобританию и другие страны Западной Европы. Также считается, что он имел контакты с лидером Аль-Каиды Усамой бен Ладеном. В конце 1990-х годов Давуд Ибрагим прибыл в Афганистан, где ему оказало протекцию исламское движение Талибан. ОПГ D-Company ставило своей задачей дестабилизировать правительство Индии посредством организации беспорядков, террористических актов и акций гражданского неповиновения.
В 2006 году правительство США сделало заявление, что планирует подать обращение в Организацию Объединённых Наций с просьбой, чтобы все государства-члены ООН заморозили активы Давуда Ибрагима и наложили запрет на его пребывание. Заместитель помощника министра по борьбе с финансированием терроризма и финансовых преступлений США Хуан Зарате заявил, что страна привержена делу выявления и прерывания финансовых связей между терроризмом и преступным миром. Давуд Ибрагим подозревается в связях с террористическими организациями, а в 2002 году финансировал экстремистскую деятельность в Гуджарате со стороны Лашкаре-Тайба. В 2006 году правительство Индии передало Пакистану список из 38 самых разыскиваемых преступников страны, включая Давуда Ибрагима.
21 ноября 2006 года сообщалось, что десять членов ОПГ Давуда Ибрагима были арестованы криминальной полицией Мумбаи. Они были экстрадированы из Объединённых Арабских Эмиратов. В 2008 году издание India Today сообщило, что Давуд Ибрагим предоставил материально-техническое обеспечение для террористической атаки на Мумбаи. Затем, информационные агентства сообщили об убийстве криминального авторитета Шираза Асгара Али из-за передела сфер влияния в индийском криминальном мире. В 2013 году правительство Непала заморозило активы 224 человек и 64 организаций связанных с Давудом Ибрагимом в рамках кампании по борьбе с отмыванием преступных денег. В 2013 году бывший индийский игрок в крикет Дилип Венгскаркар заявил, что в 1986 году Давуд Ибрагим зашёл в раздевалку индийской команды в Шардже и предложил каждому индийскому игроку автомобиль, если они победят сборную Пакистана в финале Кубка Шарджи.

## Взрывы в Бомбее
Широко распространено мнение, что Давуд Ибрагим организовал взрывы в Бомбее в марте 1993 года. В 2003 году правительства Индии и Соединённых Штатов Америки объявили его международным террористом, а заместитель премьер-министра Индии Лал Кришна Адвани назвал этот факт важным событием. Давуд Ибрагим в настоящее время находится в Списке самых разыскиваемых преступников Индии.
В июне 2017 года индийский политик и юрист Рам Джетмалани подтвердил, что после взрывов в Бомбее Давуд Ибрагим позвонил ему из Лондона и заявил, что готов приехать в Индию и предстать перед судом при условии, что он не будет подвергнут пыткам со стороны полиции. Рам Джетмалани передал эту информацию видному политическому деятелю Махараштры Шараду Павару, но индийские власти отклонили предложение Ибрагима. Рам Джетмалани заявил, что отказ в предоставлении гарантий безопасности Давуду Ибрагиму связан с тем, что индийские политики опасаются той информации, которую о них может рассказать Ибрагим.

## Местонахождение
По некоторым данным Давуд Ибрагим проживал в Пакистане, а затем переехал в Объединённые Арабские Эмираты. Согласно заявлениям индийских властей Давуд Ибрагим пересёк афгано-пакистанскую границу, так как Межведомственная разведка Пакистана крайне настороженно отнеслась к американо-индийскому сотрудничеству в борьбе с терроризмом и не рискнула прикрывать его. 5 мая 2015 года депутат Харибхай Партибхай Чаудхари заявил в Локе сабхе (нижней палате индийского парламента), что точное местонахождение Давуда Ибрагима неизвестно. Однако, 11 мая 2015 года министр внутренних дел Индии Раджнатх Сингх заявил в парламенте, что Давуд Ибрагим находится в Пакистане и он доставит его в Индию.
22 августа 2015 года индийский телеканал Times Now сообщил, что Давуд Ибрагим находится в Карачи. На сайте телеканала были опубликованы стенограммы разговоров, в одной из которых неизвестная женщина сообщила, что является женой Давуда и «он спит», а во второй стенограмме указано, что она отрицает факт знакомства и не знает никого по имени «Давуд Ибрагим».
В августе 2015 года правительство Индии подготовило досье для передачи Пакистану, в котором сообщалось, что Давуд Ибрагим имеет девять резиденций в Пакистане, а также три пакистанских паспорта для путешествий.
В мае 2015 года приблизительное состояние Давуда Ибрагима оценивалось в 6,7 млрд долларов США.

## Семья
В 2006 году его дочь Махрух Ибрагим вышла замуж за Джунаида Миандада, сына известного пакистанского игрока в крикет Джавида Миандада. В 2011 году его 24-летняя дочь Мехрин вышла замуж за американца пакистанского происхождения Аюба. 25 сентября 2011 года его сын Мойн женился на Санийи, дочери лондонского бизнесмена. Несколько членов его семьи, в том числе брат Икбал Каскар, живут в Мумбаи. Жену Давуда Ибрагима зовут Мейриба Шейх.

## В популярной культуре
Давуд Ибрагим и возглавляемая им ОПГ D-Company были связаны с финансированием киноиндустрии Болливуда. В 1980-х и 1990-х годах ряд болливудских киностудий и фильмов финансировался D-Company. В то время Давуд Ибрагим был связан со многими знаменитостями, включая участницу конкурса красоты Аниту Аюб и болливудскую актрису Мандакини. D-Company также известна вымогательством и угрозами, направленными против болливудских продюсеров и знаменитостей, и была причастна к убийствам болливудских продюсеров Джаведа Сиддика и Гулшана Кумара.
Фильм 2002 года «Расплата за всё» и его продолжение, вышедшее в 2005 году, а также фильмы «Перестрелка в Локандвале» (2007), «Однажды в Мумбаи» (2010) и «Однажды в Мумбаи 2» (2013) в основном основаны на деятельности D-Company. Фильм «Стрельба в Вадале» (2013) основан на восхождении D-Company в преступном мире Индии. Биографический криминальный фильм «Хасина Паркар» (2017), рассказывает о сестре Давуда Ибрагима — Хасине Паркар.